# デーブ・スティーブ
デビッド・アンドリュー・スティーブ（David Andrew Stieb, 1957年7月22日 - ）は、メジャーリーグベースボールの元選手。ポジションは投手。アメリカ合衆国カリフォルニア州サンタアナ出身。

## 経歴

### トロント・ブルージェイズ
1978年のドラフトでトロント・ブルージェイズから5巡目に指名を受け入団。当初は外野手だったが、強肩を生かすため投手にコンバートされる。1979年はA級とAAA級合計で10勝2敗の好成績を残してメジャーに昇格し、6月29日のボルチモア・オリオールズ戦でメジャーデビュー。8月11日のシカゴ・ホワイトソックス戦でメジャー初完封を記録するなど8勝8敗・防御率4.31を記録。初のフルシーズンとなった1980年はオールスターゲームに初選出を果たす。9月に5連敗を喫するなど調子を落としたが、12勝15敗・防御率3.71を記録した。1982年は前半戦で7勝10敗・防御率3.96だったが、後半戦で10勝4敗・防御率2.59と調子を上げ、シーズン通算で17勝14敗・防御率3.25を記録。また19完投・5完封・288.1イニング・271被安打もリーグトップだった。サイ・ヤング賞の投票では4位に入った。1983年は開幕から好調で5月まで防御率1点台を維持し、2年ぶりにオールスターゲームに選出され先発投手を務めた。最終的に17勝12敗・防御率3.04を記録した。1984年は開幕5連勝をマークするなど前半戦で9勝を挙げ、オールスターゲームでは前年に続いて先発した。16勝8敗・防御率2.83を記録し、チームも地区2位まで上昇。
1985年は前半戦で9勝5敗・防御率1.87を記録し、3年連続でオールスターゲームに出場。後半戦でやや数字を下げたが、14勝13敗・防御率2.48で最優秀防御率のタイトルを獲得し、球団創設以来初の地区優勝に貢献。同年から7回戦制となったカンザスシティ・ロイヤルズとのリーグチャンピオンシップシリーズでは第1戦に先発し、8回無失点で勝利投手。第4戦でも7回途中1失点の好投で味方の逆転を呼び3勝1敗と追い詰めたが、その後3勝3敗のタイに持ち込まれる。最終第7戦でも先発したが6回途中6失点で降板して敗戦投手となり、リーグ優勝を逃した。オフに球団と当時のメジャー最高額で10年契約を結んだ。最後の3年は球団に選択権のあるオプション契約だったが、その内容がそれぞれ190万ドル、200万ドル、210万ドル。100万ドルプレイヤーがメジャー全体で50人程度でしかなかった当時においては破格の高給で、200万ドル以上の契約を結んだ選手は当時は他にマイク・シュミット、オジー・スミス、ブルース・スーターぐらいであった。
1986年は開幕6連敗を喫するなど前半戦は2勝9敗・防御率5.80と絶不調。後半持ち直したが7勝12敗・防御率4.74と不本意な成績に終わる。1987年は7連勝を記録するなど13勝を挙げる。1988年は前半戦で10勝をマークし、3年ぶりにオールスターゲームに出場するなど16勝8敗・防御率3.04と復活を遂げる。9月24日のクリーブランド・インディアンス戦では9回2死まで無安打に抑えたが、フリオ・フランコ（後にロッテ）に安打され、ノーヒッターを逃す。9月30日のオリオールズ戦でも9回2死まで無安打に抑えるが、代打ジム・トレーバー（後に近鉄）に安打され、2試合連続で最後の打者に打たれて快挙を逃した。1989年8月4日のニューヨーク・ヤンキース戦でも9回2死までパーフェクトに抑えたが、そこから連打を浴びて失点し、完全試合どころか完封も逃した。同年は5月まで防御率5.46だったが、その後復調して17勝8敗・防御率3.35を記録し、チームの4年ぶりの地区優勝に貢献。オークランド・アスレティックスとのリーグチャンピオンシップシリーズでは第1戦と第5戦に先発し、デーブ・スチュワートと投げ合うがいずれも敗れ、チームも1勝4敗で敗退した。1990年は前半戦で11勝を記録し、2年ぶりにオールスターゲームに出場。9月2日のインディアンス戦でついに球団史上初のノーヒッターを達成。自己最多の18勝を挙げ、サイ・ヤング賞の投票で5位に入った。
1991年は故障で5月22日の登板を最後に離脱。わずか9試合の登板で4勝に終わる。1992年は7月からリリーフに降格となり、4勝6敗・防御率5.04に留まる。チームは球団創設以来初のリーグ優勝を果たし、ワールドシリーズでもアトランタ・ブレーブスを破ってワールドチャンピオンに輝いたが、ポストシーズンでの登板機会はなかった。オプションは行使されずフリーエージェントとなり、12月8日にホワイトソックスと契約。

### 以後
1993年は4試合に先発したが1勝3敗・防御率6.04と結果を残せず、5月23日に解雇。6月14日にロイヤルズとマイナー契約を結ぶが、メジャー昇格はならず7月31日に解雇され、一度現役を引退。
1998年4月1日に古巣ブルージェイズと契約し現役復帰。3試合の先発を含む19試合に登板して1勝2セーブを記録し、2度目の現役引退。
背番号37はブルージェイズのエクセレント・ナンバー（準永久欠番）として顕彰されている。
2005年にカナダ野球殿堂入りを果たした。

## 選手としての特徴
剛速球と鋭く変化するスライダーを武器とした典型的なパワーピッチャー。ブラッシュバック・ピッチで打者の内角を厳しく攻める投球スタイルで、与死球リーグ1位を5度記録している。キャリア後半は「dead fish」と呼ばれたカーブも使用するようになった。

## 詳細情報

### 年度別投手成績
| 年 度      | 球 団      | 登 板 | 先 発 | 完 投 | 完 封 | 無 四 球 | 勝 利 | 敗 戦 | セ 丨 ブ | ホ 丨 ル ド | 勝 率 | 打 者 | 投 球 回 | 被 安 打 | 被 本 塁 打 | 与 四 球 | 敬 遠 | 与 死 球 | 奪 三 振 | 暴 投 | ボ 丨 ク | 失 点 | 自 責 点 | 防 御 率 | W H I P |
| ---------- | ---------- | ----- | ----- | ----- | ----- | -------- | ----- | ----- | -------- | ----------- | ----- | ----- | -------- | -------- | ----------- | -------- | ----- | -------- | -------- | ----- | -------- | ----- | -------- | -------- | ------- |
| 1979       | TOR        | 18    | 18    | 7     | 1     | 0        | 8     | 8     | 0        | --          | .500  | 563   | 129.1    | 139      | 11          | 48       | 3     | 4        | 52       | 3     | 1        | 70    | 62       | 4.31     | 1.45    |
| 1980       | TOR        | 34    | 32    | 14    | 4     | 2        | 12    | 15    | 0        | --          | .444  | 1004  | 242.2    | 232      | 12          | 83       | 6     | 6        | 108      | 6     | 2        | 108   | 100      | 3.71     | 1.30    |
| 1981       | TOR        | 25    | 25    | 11    | 2     | 0        | 11    | 10    | 0        | --          | .524  | 748   | 183.2    | 148      | 10          | 61       | 2     | 11       | 89       | 1     | 2        | 70    | 65       | 3.19     | 1.14    |
| 1982       | TOR        | 38    | 38    | 19    | 5     | 3        | 17    | 14    | 0        | --          | .548  | 1187  | 288.1    | 271      | 27          | 75       | 4     | 5        | 141      | 3     | 1        | 116   | 104      | 3.25     | 1.20    |
| 1983       | TOR        | 36    | 36    | 14    | 4     | 0        | 17    | 12    | 0        | --          | .586  | 1141  | 278.0    | 223      | 21          | 93       | 6     | 14       | 187      | 5     | 1        | 105   | 94       | 3.04     | 1.14    |
| 1984       | TOR        | 35    | 35    | 11    | 2     | 2        | 16    | 8     | 0        | --          | .667  | 1085  | 267.0    | 215      | 19          | 88       | 1     | 11       | 198      | 2     | 0        | 87    | 84       | 2.83     | 1.13    |
| 1985       | TOR        | 36    | 36    | 8     | 2     | 0        | 14    | 13    | 0        | --          | .519  | 1087  | 265.0    | 206      | 22          | 96       | 3     | 9        | 167      | 4     | 1        | 89    | 73       | 2.48     | 1.14    |
| 1986       | TOR        | 37    | 34    | 1     | 1     | 0        | 7     | 12    | 1        | --          | .368  | 919   | 205.0    | 239      | 29          | 87       | 1     | 15       | 127      | 7     | 0        | 128   | 108      | 4.74     | 1.59    |
| 1987       | TOR        | 33    | 31    | 3     | 1     | 0        | 13    | 9     | 0        | --          | .591  | 789   | 185.0    | 164      | 16          | 87       | 4     | 7        | 115      | 4     | 0        | 92    | 84       | 4.09     | 1.36    |
| 1988       | TOR        | 32    | 31    | 8     | 4     | 1        | 16    | 8     | 0        | --          | .667  | 844   | 207.1    | 157      | 15          | 79       | 0     | 13       | 147      | 4     | 5        | 76    | 70       | 3.04     | 1.14    |
| 1989       | TOR        | 33    | 33    | 3     | 2     | 1        | 17    | 8     | 0        | --          | .680  | 850   | 206.2    | 164      | 12          | 76       | 2     | 13       | 101      | 3     | 1        | 83    | 77       | 3.35     | 1.16    |
| 1990       | TOR        | 33    | 33    | 2     | 2     | 0        | 18    | 6     | 0        | --          | .750  | 861   | 208.2    | 179      | 11          | 64       | 0     | 10       | 125      | 5     | 0        | 73    | 68       | 2.93     | 1.16    |
| 1991       | TOR        | 9     | 9     | 1     | 0     | 0        | 4     | 3     | 0        | --          | .571  | 244   | 59.2     | 52       | 4           | 23       | 0     | 2        | 29       | 0     | 0        | 22    | 21       | 3.17     | 1.26    |
| 1992       | TOR        | 21    | 14    | 1     | 0     | 0        | 4     | 6     | 0        | --          | .400  | 415   | 96.1     | 98       | 9           | 43       | 3     | 4        | 45       | 4     | 0        | 58    | 54       | 5.04     | 1.46    |
| 1993       | CWS        | 4     | 4     | 0     | 0     | 0        | 1     | 3     | 0        | --          | .250  | 107   | 22.1     | 27       | 1           | 14       | 0     | 0        | 11       | 0     | 0        | 17    | 15       | 6.04     | 1.84    |
| 1998       | TOR        | 19    | 3     | 0     | 0     | 0        | 1     | 2     | 2        | --          | .333  | 228   | 50.1     | 58       | 6           | 17       | 1     | 5        | 27       | 0     | 0        | 31    | 27       | 4.83     | 1.49    |
| 通算：16年 | 通算：16年 | 443   | 412   | 103   | 30    | 9        | 176   | 137   | 3        | --          | .562  | 12072 | 2895.1   | 2572     | 225         | 1034     | 36    | 129      | 1669     | 51    | 14       | 1225  | 1106     | 3.44     | 1.25    |

- 各年度の太字はリーグ最高

### 獲得タイトル・表彰・記録
- 最優秀防御率 1回：1985年
- MLBオールスターゲーム選出 7回：1980年, 1981年, 1983年 - 1985年, 1988年, 1990年
- カナダ野球殿堂入り：2005年
- 1980年代（1980年 - 1989年）に記録した140勝はジャック・モリスの162勝に次ぐ2位。
- 175勝・2,873イニング・1,658奪三振・408先発・103完投・30完封・対戦打者11,965・オールスター出場7回はいずれもブルージェイズの球団記録。

### 背番号
- 37 （1979年 - 1992年、1998年）
- 10 （1993年）